# 環華百科全書
環華百科全書是1982年11月由台湾环华出版事业股份有限公司出版部出版发行的百科全書。該百科全書总编是张之杰，共20册，其中分為七大類37门学科（国学、西洋文学、数学、历史、地理、物理、化学、生物、动物、植物、农学、军事、大陆情事、音乐、影剧、杂事等學科）。全书共有近1万6千条条目、2万余张图片，字數超過1千5百多万。該百科全書主要由剛剛畢業的碩士、博士撰稿，並且由專家審稿。